# Over
«Over» (рус. Кончено) — поп-рок песня американской певицы Линдси Лохан для её дебютного альбома Speak. Она была выпущена как второй альбомный сингл в США 18 января 2005. Хотя песня провалилась в чарте Billboard Hot 100, она достигла пика на 1 строке в чарте Bubbling Under Hot 100 Singles, где она продержалась 3 недели. Она была также успешна в Австралии, где достигла пика на 27 строке в ARIA Charts.
Песня была написана Лохан при участии Кары ДиоГуарди и Джона Шнэкса, которые оба спродюсировали альбом. Клип на неё был очень популярен на MTV в Total Request Live. Песня о том, как парень не может порвать с ней.

## Предпосылка
«Over» была написана Линдси Лохан и создателями хитов Кары ДиоГуарди и Джоном Шнэксом, которые позже спродюсировали её второй альбом. Двое уже помогли другим тинейджерским звездам таким, как Хилари Дафф и Эшли Симпсон. Песня была записана в трейлере Линдси Лохан на съемках фильма Сумасшедшие гонки в сентябре 2004. Она снималась в фильме и одновременно записывала свой альбом.

## Отзывы
Сингл был выпущен 18 января 2005 в США и был выпущен 12 июля 2005 в Великобритании. Песня достигла пика на 1 строке в чарте Bubbling Under Hot 100, где она продержалась 3 недели. Она достигла пика на 27 строке в австралийском ARIA Charts. Это также был её первый сингл в Великобритании, единственный сингл пока, который был выпущен там.
«Over» был меньше успешен, чем её предыдущий сингл («Rumors») в США (несмотря на то, что он держался в чарте на 5 позиций выше), но он хорошо пошёл в других странах, особенно в Ирландии.

## Клип
Режиссёр клипа является Джейк Нава. Он был снят под влиянием фильма Красота по-американски, выигравшего 1999 Academy Award, и изображает главную героиню, которая расстроена из-за парня. Героиня Лохан тоскует по соседскому парню, с которым плохо обращаются, следя за ним через окно. В видео снялся бывшая модель-актер- Дрю Фуллер в роли парня Лохан. Видео показывает взлёты и падения её отношений с Фуллером, и Лохан раздумывает над этим.
Клип начинается с того, что Лохан идет по направлению к своему дому в окрестностях, и охватывает взглядом своего парня, который живёт по соседству. Его отец, очевидно, не хочет, чтобы они встречались, поэтому он задвигает занавеску и начинает яростно ссориться с сыном. Лохан начинает беситься от этого и возвращается домой. В своей спальне она видит, как её возлюбленный наблюдает за ней из своей спальни. Она улыбается, невероятно счастлива видеть его. На следующее утро Лохан и Фуллер занимаются любовью в его трейлере. Этой же ночью, на вечеринке на открытом воздухе Лохан и её парень выглядят довольными друг с другом. Все шокированы, когда отец Фуллера появляется на вечеринке, как фурия. Его отец снова запрещает ему гулять с Лохан и приказывает ему идти домой немедленно. Оба направляются домой, уходя прочь от Лохан, которая рыдает. Позже этой же ночью, мы видим Лохан в ночной одежде, у холодильника. Она удивилась, увидев бойфренда, уставившегося на неё через окно её дома, показывающего ей сбежать из дома с ним. С парочкой друзей они катаются в машине на пустыре. Его отец снова появляется, и Фуллер сталкивается с ним. В ярости его отец толкает его со всей дури на землю, тогда как Лохан напугана. Фуллер говорит ей, что их отношения не сложатся. Лохан в слезах рушит все в трейлере. Видео заканчивается тем, что её возлюбленный выключает свет в своей комнате. На всем протяжении клипа мы видим, как Лохан поет со своей группой в гараже.

## Список композиций
Сингл
1. «Over» 3:37
2. «Rumors» — 3:35
3. «Over» (Full Phatt Remix) — 3:36

Макси сингл
1. «Over» — 3:36
2. «Over» (Full Phatt Remix) — 3:39
3. «To Know Your Name» — 3:19
4. «Over» (Video)

12-дюймовый винил
Сторона A:
1. «Over» (Full Phatt Remix) — 3:36
2. «Over» (Full Phatt Remix Instrumental) — 3:36

Сторона B:
1. «Rumors» (Sharp Boys Club Gossiping Vocal Remix) — 7:24

## Чарты
| Чарт                                          | Наивысшая позиция |
| --------------------------------------------- | ----------------- |
| Australian ARIA Singles Chart                 | 27                |
| Austrian Singles Top 75                       | 49                |
| Eurochart Hot 100 Singles                     | 76                |
| German Singles Chart                          | 40                |
| Ireland Singles Chart                         | 19                |
| Swiss Singles Chart                           | 52                |
| UK Singles Chart                              | 27                |
| U.S. Billboard Bubbling Under Hot 100 Singles | 1                 |
| U.S. Billboard Mainstream Top 40              | 39                |